# Pequeña Copa del Mundo
La Pequeña Copa del Mundo, anche nota come Mundialito de Clubes, era un torneo calcistico internazionale, organizzato dalla Federazione calcistica del Venezuela e disputato a Caracas dal 1952 al 1957.
La competizione, caratterizzata da una formula a inviti, è tradizionalmente ritenuta un'antesignana della Coppa del mondo per club FIFA, sebbene la suddetta FIFA non abbia mai riconosciuto la manifestazione come titolo mondiale né de iure né de facto.

## Albo d'oro
| Edizione | Anno | Primo posto | Secondo posto | Terzo posto  | Quarto posto |
| I        | 1952 | Real Madrid | Botafogo      | Millonarios  | La Salle     |
| II       | 1953 | Millonarios | River Plate   | Rapid Vienna | -            |
| III      | 1953 | Corinthians | Roma          | Barcellona   | Caracas XI   |
| IV       | 1955 | San Paolo   | Valencia      | Benfica      | La Salle     |
| V        | 1956 | Real Madrid | Vasco da Gama | Porto        | Roma         |
| VI       | 1957 | Barcellona  | Botafogo      | Siviglia     | Nacional     |

### Trofeo Ciudad de Caracas
Dal 1963 al 1975 la Pequeña Copa del Mundo fu protagonista di un "revival", denominato Trofeo Ciudad de Caracas.
| Edizione | Anno | Primo posto     | Secondo posto       | Terzo posto      | Quarto posto    |
| I        | 1963 | San Paolo       | Real Madrid         | Porto            | -               |
| II       | 1965 | Benfica         | Atlético Madrid     | -                | -               |
| III      | 1966 | Valencia        | Vitória Guimarães   | Lazio            | -               |
| IV       | 1967 | Athletic Bilbao | Académica           | Platense         | -               |
| V        | 1969 | Spartak Trnava  | Deportivo La Coruña | Sporting Lisbona | -               |
| VI       | 1970 | Vitória Setúbal | Santos              | Chelsea          | Werder Brema    |
| VII      | 1975 | Germania Est    | Boavista            | Real Saragozza   | Rosario Central |